# Oliver Westerbeek
Oliver Westerbeek (* 8. Februar 1966 in Köln) ist ein ehemaliger deutscher Fußballspieler. 

## Spielerkarriere
1987 begann Westerbeek seine Profilaufbahn beim seinerzeitigen Bundesligisten FC 08 Homburg; zuvor hatte er bei den Vereinen SSG 09 Bergisch Gladbach und TuS Höhenhaus gespielt. Nach dem Abstieg des FCH 1987/88 schloss er sich dem VfL Bochum an. Nachdem der FC 08 Homburg direkt wieder aufgestiegen war, ging er zurück zu seinem alten Verein. 1989/90 stieg er mit seinem Verein erneut ab, woraufhin er zum Karlsruher SC wechselte und weiter in der Bundesliga spielte. Nach nur 17 Spielen in zwei Jahren verließ er den KSC und wechselte in die 2. Bundesliga zum MSV Duisburg. Im ersten Jahr stieg er mit dem MSV in die 1. Liga auf. 1994/95 folgte der Abstieg und bereits ein Jahr später der direkte Wiederaufstieg. So spielte er im letzten seiner insgesamt fünf Jahre in Duisburg noch einmal in der höchsten deutschen Spielklasse. Zur Saison 1997/98 ging er dann zum SC Fortuna Köln und zwei Jahre später zum KFC Uerdingen 05, für den er noch ein Jahr in der Regionalliga West/Südwest spielte und den Klassenerhalt erreichte.

## Nach der Karriere
Ab 1999 war Oliver Westerbeek Spielerberater bei Rogon Sportmanagement und der Spielerberatung INSOCCER tätig. Heute ist er Geschäftsführer bei AW Management – Allofs & Westerbeek GbR.

## Statistik
| Liga          | Spiele (Tore) |
| ------------- | ------------- |
| 1. Bundesliga | 142 (9)       |
| 2. Bundesliga | 115 (7)       |

| Personendaten    | Personendaten            |
| ---------------- | ------------------------ |
| NAME             | Westerbeek, Oliver       |
| KURZBESCHREIBUNG | deutscher Fußballspieler |
| GEBURTSDATUM     | 8. Februar 1966          |
| GEBURTSORT       | Köln                     |